# Jag är ej mer min egen
Jag är ej mer min egen är en psalm av Lina Sandell-Berg. Den har 3–6 åttaradiga verser, vilka i några fall bearbetats i någon mån. Bland andra har Emil Gustafson behållit Lina Sandells fyra ursprungliga verser och lagt till två som han författat själv. I sin femte upplaga av Hjärtesånger 1895 uppger han sig själv plus signaturen + som författare. Tre verser av texten finns också med i Det glada budskapet 1890, där hennes namn ej heller uppges trots att hon fortfarande var i livet.

## Publicerad i
- Det glada budskapet 1890 som nr 127.
- Hjärtesånger 1895 som nr 83 under rubriken Jesu efterföljelse
- Svensk söndagsskolsångbok 1908 som nr 188 under rubriken Jesu efterföljelse
- Svensk söndagsskolsångbok 1929 som nr 121 under rubriken Jesu efterföljelse
- Sionstoner 1935 som nr 401 under rubriken Nådens ordning: Trosliv och helgelse
- Sions Sånger 1981 som nr 271 under rubriken Barn.
- Lova Herren 1988 som nr 602 under rubriken Guds barn i bön och efterföljelse